# Malmsjö gård

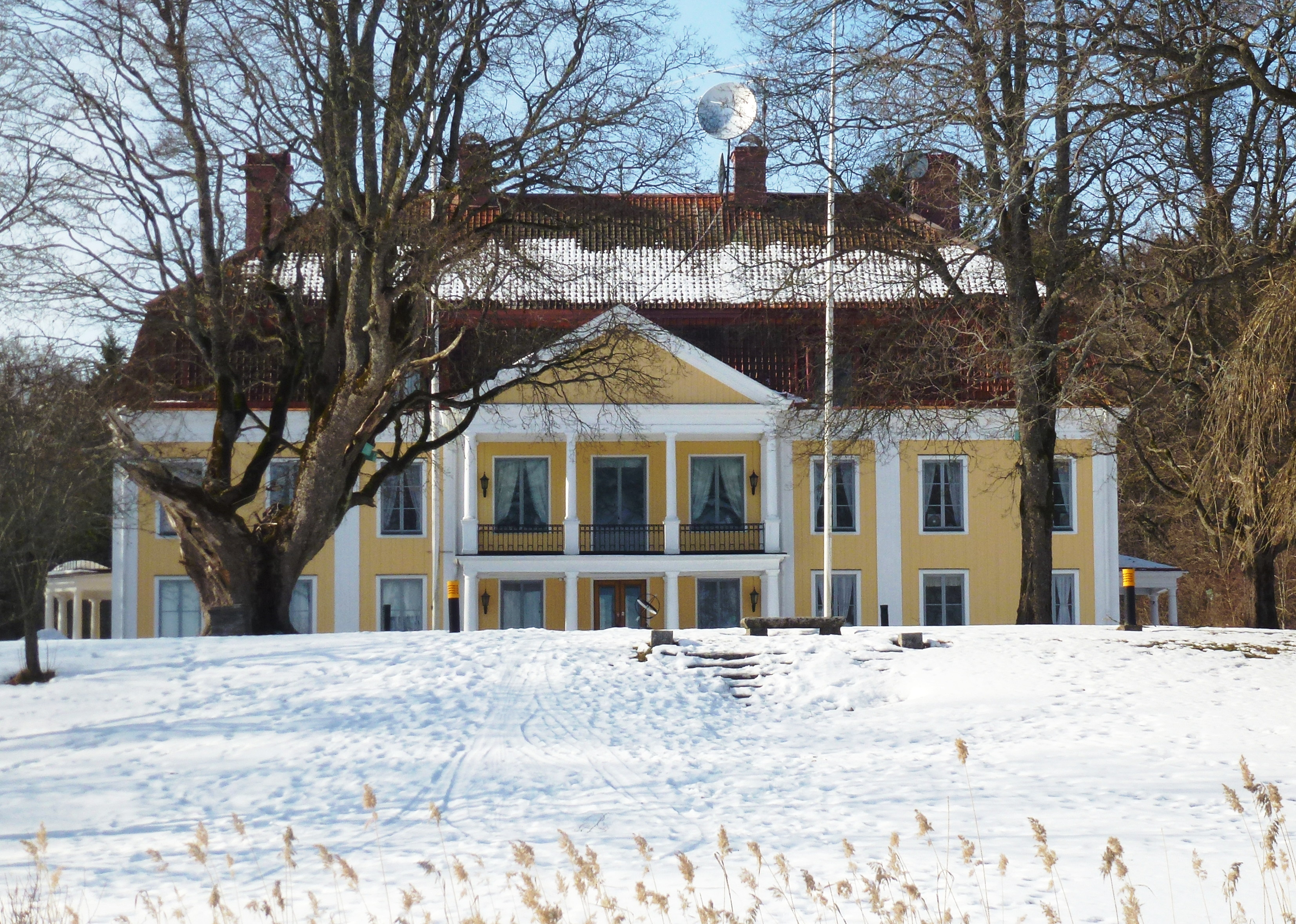
Malmsjö gård från Malmsjön, mars 2013.

Malmsjö gård (äldre namn Malma) är en herrgård och tidigare säteri i Grödinge socken i Södermanland, idag i Botkyrka kommun, belägen vid Malmsjön. Gården Malmsjö är sedan år 2009 i privat ägo, dessförinnan ägdes gården och dess marker av Stockholms stad. Förbi gården går Sörmlandsleden.

## Historik

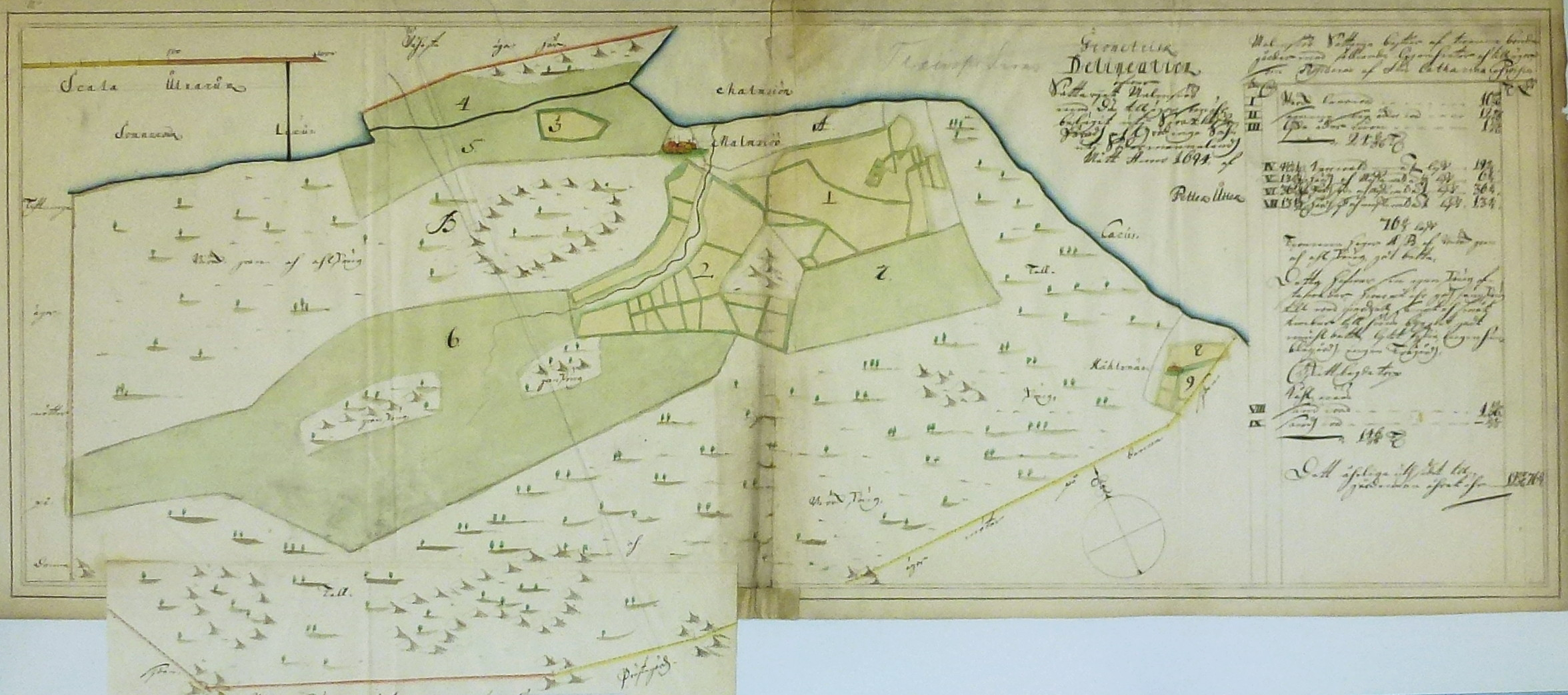
Geometrisk avmätning 1694.

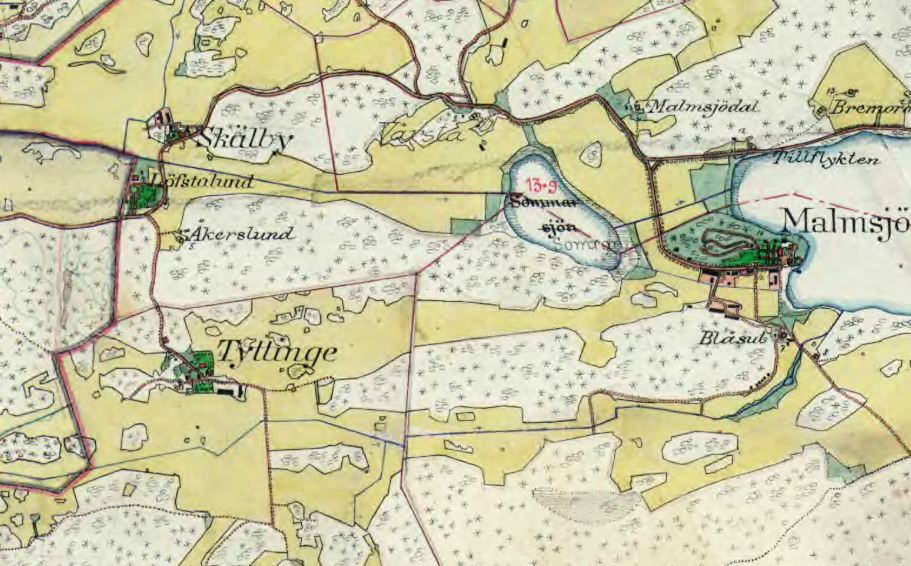
Malmsjö och Löfstalund, 1900.

Malmsjö omnämns i källorna första gången år 1383, då Haelsten i Malma överlämnade jord åt biskop Tord Gunnarsson i Strängnäs. År 1654 grundlade ätten Rosenhielm ett säteri vid byn Malma, vilket ledde till att en huvudbyggnad uppfördes och byn upplöstes. Egendomen fick samtidigt namnet Malmsjö.
Efter att Malmsjö fått förfalla lät Catharina Crusebjörn på 1850-talet uppföra en ny huvudbyggnad, vilken stod färdig 1896. Mangårdsbyggnaden rustades upp och nya ekonomibyggnader tillkom. En stor fruktträdgård anlades och en ekallé planterades. Egendomen köptes 1906 av Oscar Bernadotte, som nyttjade den som sin sommarbostad. Bernadotte lät bygga till två verandor, en stor på långsidan mot Malmsjön och en mindre på södra gaveln.
De hus som står i närheten av Malmsjö gård kommer mest från början av 1900-talet, strax efter att Bernadotte förvärvade gården. På 1950-talet revs den gamla huvudbyggnaden som låg något närmare Malmsjön. Det var även på Malmsjö som Oscar Bernadotte avled 1953. År 1964 köpte Stockholms stad godset, med undantag av huvudbyggnaden och parken runt omkring. I början av 2000-talet försvann gården ur släkten Bernadottes ägo.

## Byggnad
Nuvarande Malmsjö gård är ett gott exempel på hur herrgårdarna brukade gestaltas under 1800-talets andra hälft. Byggnaden har enkla fasader avfärgade i gul kulör med vitmålade accenter som pilaster, pelare, hushörn och fönsteromfattningar. Taket är brutet och valmat samt täckt av taktegel. Mot sjösidan dominerar en stor veranda i två våningar med tympanon i nyklassisk stil. Interiören inspirerades av jugendstilen. Under  Oscar Bernadottes tid rustades huvudbyggnaden upp efter ritningar av arkitekten Albin Brag.

## Försäljning
Fram till år 2009 var gården och gårdens marker i Stockholms kommuns ägo och arrenderades ut. Då omfattade Malmsjö gård fastigheterna Malmsjö 1:4, Vårsta 1:4 och del av Snäckstavik 3:94. Gården är på totalt ca 430 hektar (ha) varav ca 100 ha är åkermark, ca 300 ha är skogsmark, 5 ha betesmark och ca 25 ha är övrig mark som består av gårdsplan, vägar, berg, kraftledningar samt tomtmark. Inom Malmsjö gård ligger även två permanentbostäder och två sommartorp, ett flertal ekonomibyggnader såsom ladugård, loge, maskinhall och verkstad. Den 26 augusti 2009 beslöt kommunstyrelsen om försäljning av Malmsjö gård till dåvarande arrendatorn för en köpeskilling om 39 miljoner kronor.

## Bilder

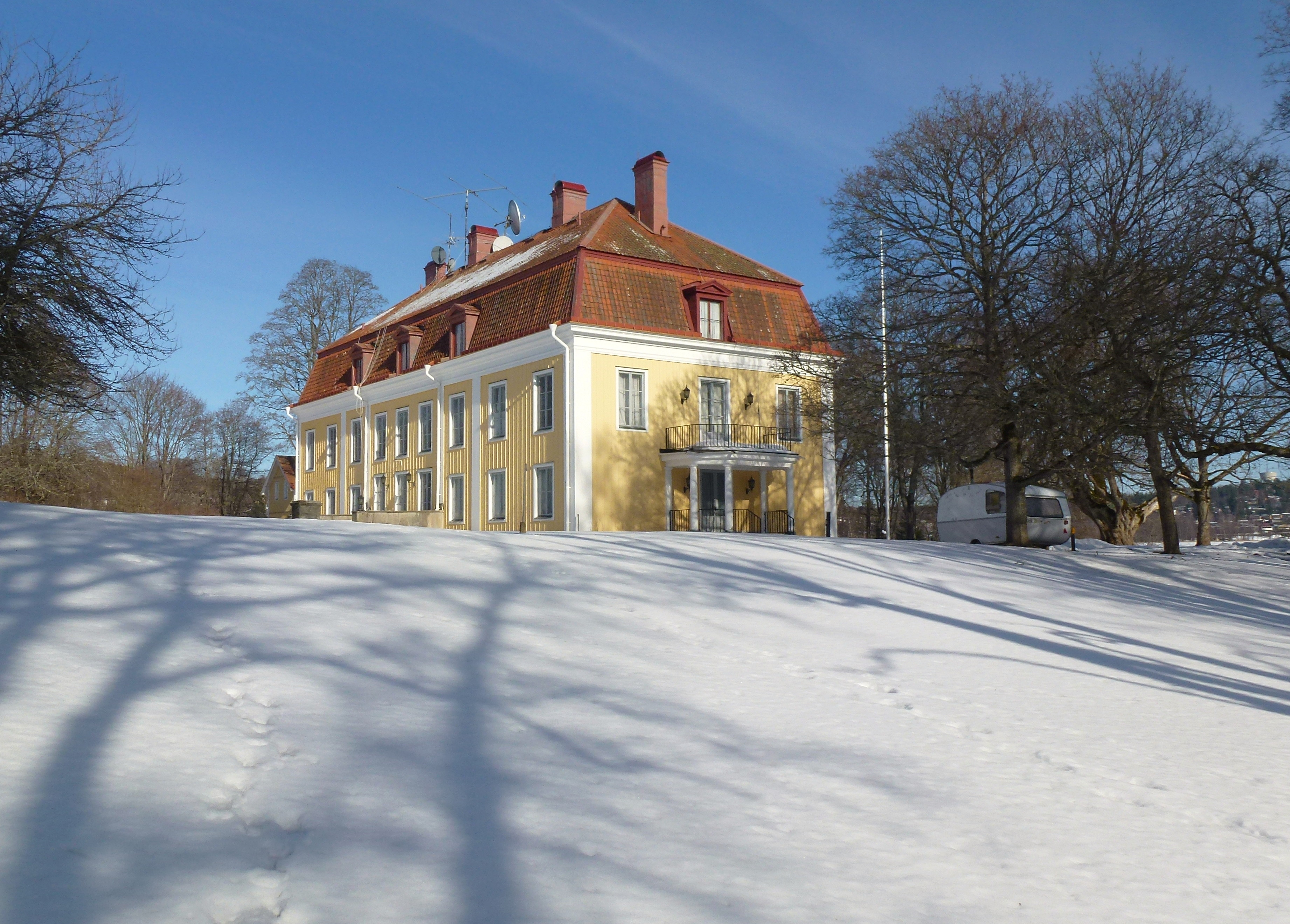
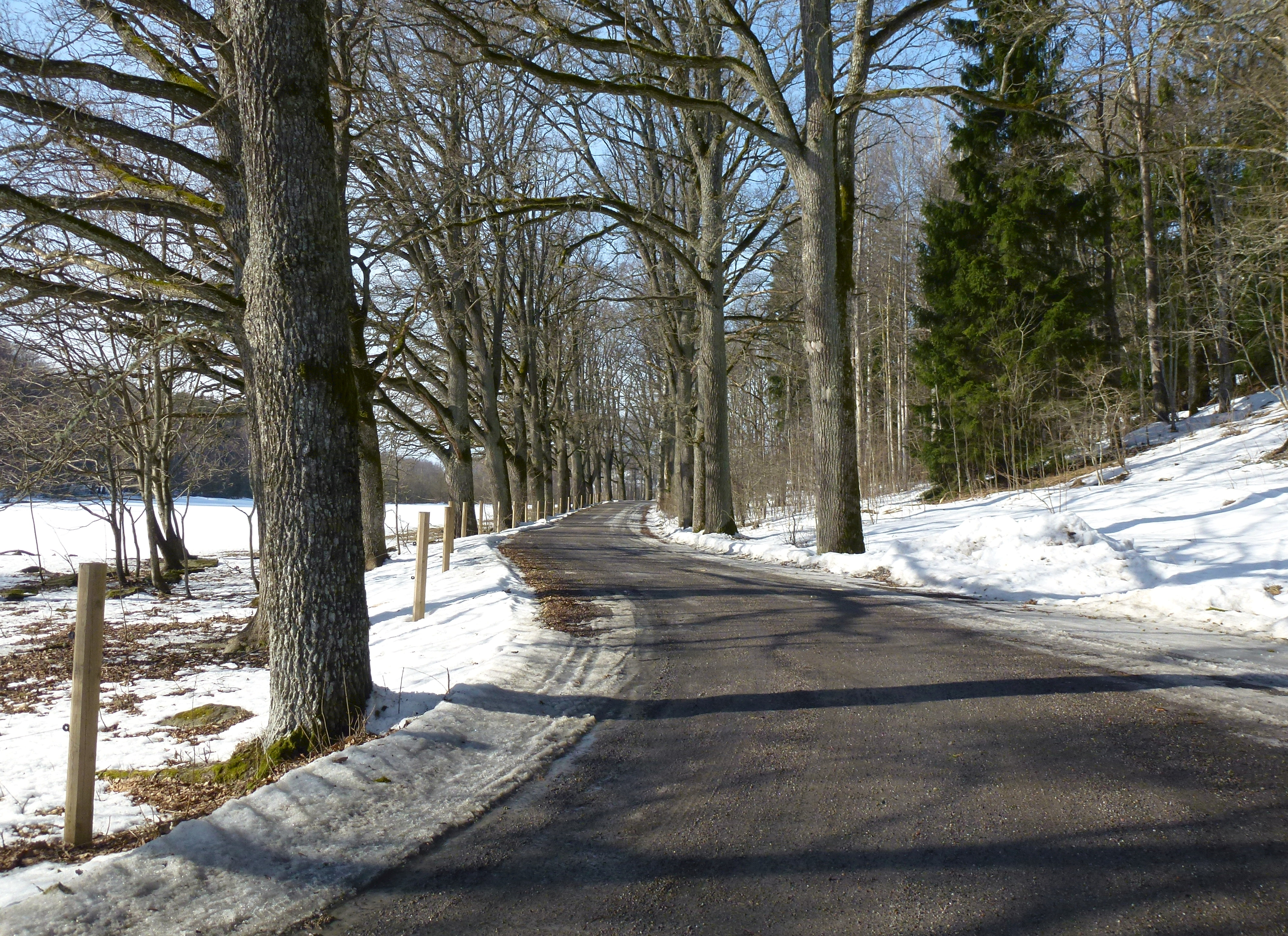
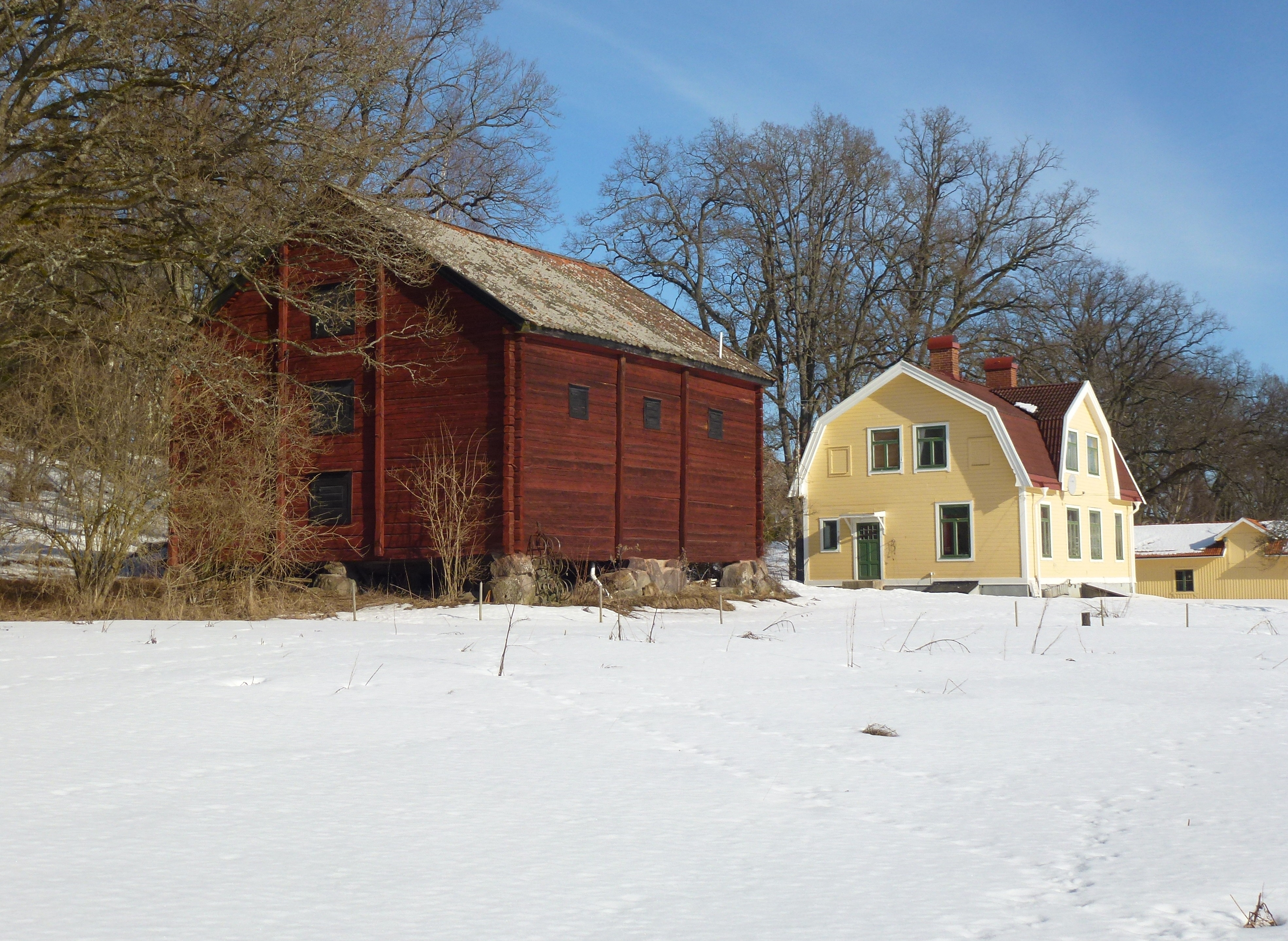
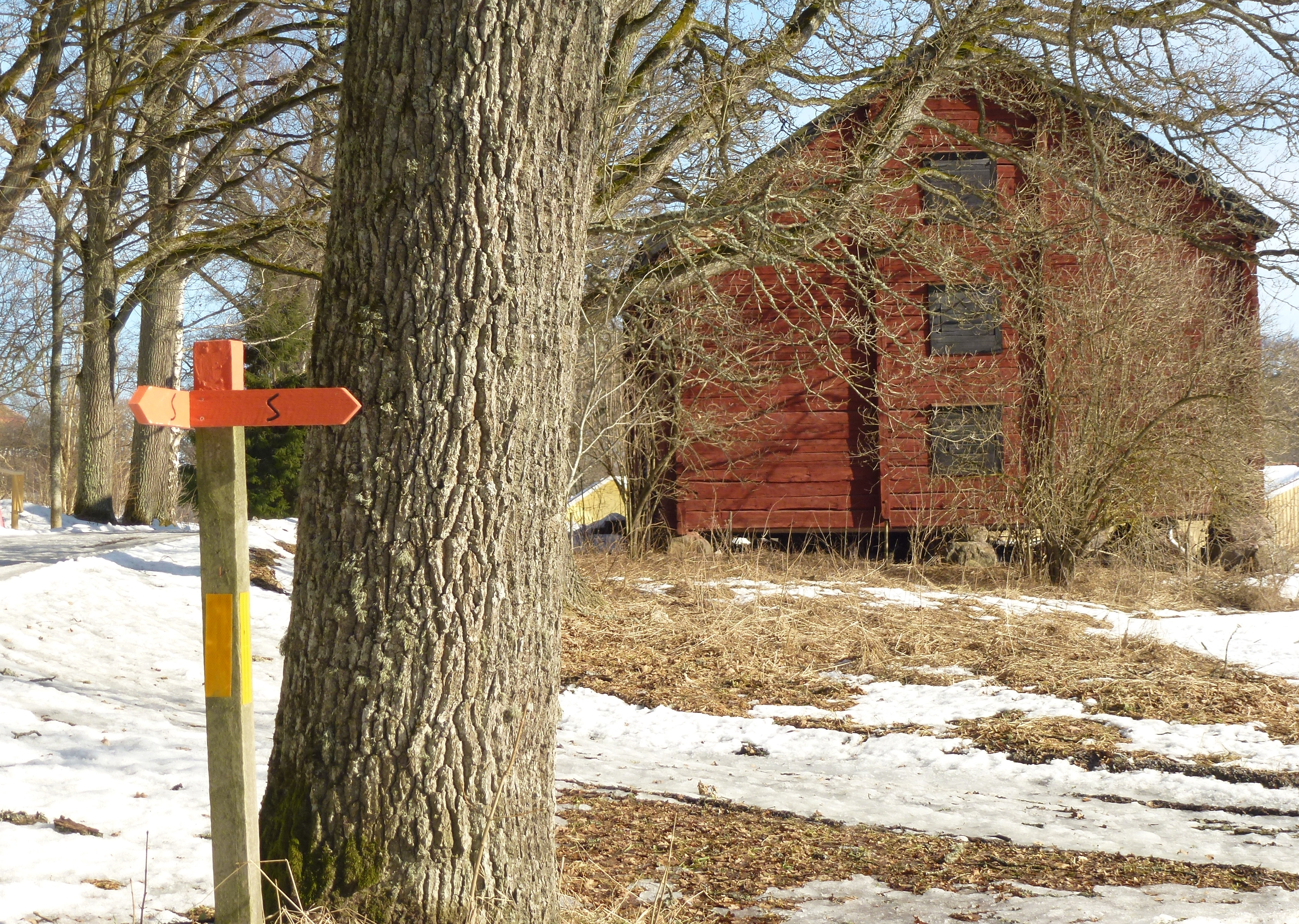